# Eynsham
Eynsham är en ort och civil parish i Storbritannien.   Den ligger i grevskapet Oxfordshire och riksdelen England, i den södra delen av landet, 90 km väster om huvudstaden London. Eynsham ligger 70 meter över havet och antalet invånare är 4 769.
Terrängen runt Eynsham är platt. Runt Eynsham är det ganska tätbefolkat, med 199 invånare per kvadratkilometer. Närmaste större samhälle är Oxford, 8,7 km öster om Eynsham. Trakten runt Eynsham består till största delen av jordbruksmark.